# سدار کرست (پنسیلوانیا)
سدار کرست (به انگلیسی: Cedar Crest) یک منطقهٔ مسکونی در ایالات متحده آمریکا است که در شهرستان میفلن، پنسیلوانیا واقع شده‌است. سدار کرست ۱۹۵ نفر جمعیت دارد.